# سارة بوداود
سارة بوداود (مواليد 28 سبتمبر 1995) هي لاعبة كرة قدم سابقة، لعبت آخر مرة مدافعةً أو لاعبة وسط مع نادي إيسي ليه. ولدت في فرنسا، وكانت لاعبة دولية في منتخب الجزائر.

## المرحلة العمرية المبكرة
بدأت سارة بوداود لعب كرة القدم في سن التاسعة، كما مارست رياضة الجودو والسباحة منذ كانت طفلة.

## التعليم الجامعي
حصلت سارة بوداود على درجة الماجستير في الإدارة والشؤون العامة من معهد الدراسات السياسية بباريس. لعبت كرة القدم في نادي جامعة فلوريدا.

## المسيرة
أمضت بوداود ستة مواسم مع نادي إيسي ليه الفرنسي، قبل أن توقع مع نادي أورليانز، وأولمبيك ليون في يناير 2022. في 2022، اعتزلت بوداود كرة القدم الاحترافية في سن الخامسة والعشرين. مثلت سارة بوداود فرنسا دوليًا على مستوى الشباب. بعد ذلك، مثلت منتخب الجزائر لكرة القدم للسيدات.
تشتهر سارة بوداود بقدرتها التقنية داخل الملعب. حيث يمكنها أن تلعب مدافعة أو لاعبة خط وسط.